# Тибуртинская сивилла возвещает Августу о рождении Христа
«Тибуртинская сивилла возвещает Августу о рождении Христа» (фр. La Sibylle de Tibur annonçant à Auguste la naissance du Christ) — картина итальянского художника эпохи барокко Пьетро да Кортоны, написанная в 1660 году. Находится в коллекции Музея изобразительного искусства в Нанси (Франция).

## История
Полотно входило в знаменитое убранство галереи построенного Франсуа Мансаром парижского особняка государственного секретаря Людовика XIII Луи Фелипо де ла Врийера. С 1640-х годов этот богатый статс-секретарь собрал в своей галерее десять больших картин живописцев, считавшихся величайшими итальянскими художниками того времени, которые он купил или заказал непосредственно у этих художников. Среди этих десяти картин, встроенных в деревянную отделку галереи, три были кисти Пьетро да Кортоны, самого известного итальянского художника того времени. В настоящее время полотна принадлежат региональным музеям Франции и Лувру в Париже, а копии находятся в галерее особняка (известной как «Золотая галерея»), где ныне располагается штаб-квартира Банка Франции.

## Сюжет и описание
Произведение изображает сюжет, изложенный в «Золотой легенде». Август должен быть обожествлён по решению Римского сената. Он испрашивает совета Тибуртинской сивиллы и отправляется, в сопровождении жрицы, на Капитолийский холм. Сивилла предсказывает появление ребёнка, который превзойдёт римских богов, и именно в этот момент на небе является видение Девы Марии, держащей Младенца Иисуса. Август встаёт на колени и отказывается от своего обожествления. Картина показывает превосходство высшей, небесной силы над светской властью, ограниченной и преходящей, несмотря на своё кажущееся великолепие.
Картина выполнена в стиле барокко, о чём свидетельствуют великолепие изображённых предметов и рельефов, богатство цветовой палитры, а также театральность композиции, ориентированной по центральной диагонали и усиленной декорациями, позами, жестами и взглядами. Произведение является примером позднего стиля Пьетро да Кортоны, благодаря своей технике, более свободной, чем в его ранних работах, тонкости гармонии тонов и богатству изображения тканей.